# Cloniophorus noiroti
Cloniophorus noiroti es una especie de escarabajo longicornio del género Cloniophorus, tribu Callichromatini, subfamilia Cerambycinae. Fue descrita científicamente por Lepesme en 1956.

## Descripción
Mide 18 milímetros de longitud.

## Distribución
Se distribuye por Costa de Marfil y Ghana.